# Viola frank-smithii
Viola frank-smithii är en violväxtart som beskrevs av Noel Herman Holmgren. Viola frank-smithii ingår i släktet violer, och familjen violväxter. Inga underarter finns listade i Catalogue of Life.